# علم الفيروسات العصبية
علم الفيروسات العصبية هو مجال متعدد التخصصات يمثل مزيجًا من علم الأعصاب، وعلم الفيروسات، وعلم المناعة، وعلم الأحياء الجزيئي. التركيز الرئيسي للمجال هو دراسة الفيروسات القادرة على إصابة الجهاز العصبي. بالإضافة إلى ذلك، يدرس هذا المجال استخدام الفيروسات لتتبع المسارات التشريحية العصبية، من أجل العلاج الجيني، والقضاء على المجموعات الضارة من الخلايا العصبية.

## نظرة عامة
تأسس مجال علم الفيروسات العصبية خلال الثلاثين عامًا الماضية. بعد اكتشاف أن عددًا كبيرًا من الفيروسات قادرة على غزو وإنشاء التهابات كامنة في الأنسجة العصبية، حيث ثبت أن مثل هذه الفيروسات تسبب أمراض الجهاز العصبي البطيئة أو المزمنة أو التقدمية. يتضمن علم الفيروسات العصبية المجالات ذات الصلة مثل علم الفيروسات، علم الأعصاب، علم الأعصاب، علم المناعة، و  البيولوجيا الجزيئية. التركيز الرئيسي لهذا المجال هو دراسة الأساس الجزيئي والبيولوجي للأمراض الناجمة عن الفيروسات في الجهاز العصبي. بالإضافة إلى ذلك، يدرس هذا المجال استخدام هذه الفيروسات كتتبع للمسارات التشريحية العصبية وكناقلات للعلاج الجيني. يعتمد هذا المجال على تصوير الأعصاب، وعزل الفيروس من أنسجة المخ أو السائل الدماغي الشوكي، والاختبارات المصلية للمصل والسائل الدماغي الشوكي، والفحص المجهري للأنسجة لتشخيص التهابات الجهاز العصبي.

## التاريخ
أصبح علم الفيروسات العصبية مجالًا رسميًا فقط خلال الثلاثين عامًا الماضية. ومع ذلك، يمكن اعتماد الأصل الحقيقي لعلم الفيروسات العصبية إلى اكتشاف أن بعض الفيروسات قد يكون لها صلة بأنسجة الجهاز العصبي. تم هذا الاكتشاف في أواخر ثمانينيات القرن التاسع عشر من خلال أبحاث تتعلق بداء الكلب.
- في عام 1881، أثناء دراسة داء الكلب، أثبت لويس باستور أن الجهاز العصبي المركزي لعب دورًا حاسمًا في تطور المرض.[4] بعد هذا الاكتشاف، في عام 1890، أظهر شيفر دليلًا نسيجيًا على أن فيروس داء الكلب ينتشر عبر الشبكات العصبية.
- في عام 1929، وضع هاينريش بيت أول معايير التصنيف للأمراض الالتهابية في الجهاز العصبي. هذا التصنيف يقسم الأمراض إلى مجموعتين: المادة الرمادية الحادة والمادة البيضاء (الأمراض الالتهابية الحادة). تميزت الأمراض الالتهابية الحادة في المادة الرمادية بتلف الخلايا العصبية مع بقاء المايلين سليمة. تتميز الأمراض الالتهابية الحادة بالمادة البيضاء بتدمير المايلين، مع بقاء الخلايا العصبية سليمة.[3]
- في عام 1938، اكتشف سبين وأوليتسكي أن توزيع الفيروس داخل الجسم يعتمد على آلية دخوله.[3]
- في عام 1965، أثبت زورين وتشو أن تدمير المايلين يمكن أن ينجم عن عدوى فيروسية أولية، وليس فقط من استجابة المناعة الذاتية للفيروس.[3]
- حدثت معظم الأبحاث التي يعتمد عليها مجال علم الفيروسات العصبية في أواخر الثمانينيات والتسعينيات من القرن العشرين.[3]
- ابتداءً من عام 1999، قامت الجمعية الدولية لعلم الفيروسات العصبية بتكريم ومنح الأفراد الذين ساهموا بشكل كبير في هذا المجال جائزة الرواد في علم الفيروسات العصبية.[5]

## الفيروسات الرئيسية التي تمت دراستها

### عائلة فيروسات الحمض النووي

#### فيروسات الهربس

##### فيروس الهربس البسيط من النوع 1(HSV-1)
- قد تدعم الأدلة العلاقة بين الفيروس ومرض الزهايمر، والصرع البؤري المستعصي، والتهاب الدماغ والنخاع الحاد المنتشر[6]
- يمكن أن تؤدي العدوى إلى التهاب النخاع والتهاب الدماغ[2]

##### فيروس الهربس البسيط من النوع 2(HSV-2)
- يمكن أن تؤدي العدوى إلى التهاب النخاع والتهاب الدماغ

##### الفيروس المضخم للخلايا(CMV)
- ترتبط العدوى بـ متلازمة غيلان-باريه
- هو السبب الفيروسي الأكثر شيوعًا للإعاقة الذهنية لدى الأطفال
- يرتبط بالتشوهات العصبية، مثل: صغر الدماغ، النوبات، ونقص السمع، وفقدان السمع الحسي العصبي[2]

##### الفيروس النطاقي الحماقي(VZV)
- يرتبط بمضاعفات عصبية مثل: التهاب السحايا والدماغ، والتهاب النخاع، ترنح مخيخي، متلازمة راي، والاعتلال العصبي القحفي، والتهاب الدماغ والنخاع المنتشر بعد العدوى[6]

##### فيروس ابشتاين بار(EBV)
- يرتبط بـ متلازمة غيلان باريه، واعتلال الأعصاب القحفية، والتهاب الدماغ البؤري، والتهاب النخاع
- يُعتبر المرشح الفيروسي الرئيسي للتسبب في التصلب المتعدد[7]

- فيروس الهربس البشري من النوع 6 (HHV-6) وفيروس الهربس البشري من النوع 7 (HHV-7)
  - لم يتم ربطها بمرض الجهاز العصبي البشري

#### الفيروسات التورامية

##### فيروس جي سي(JCV)
- يرتبط باعتلال بيضاء الدماغ متعدد البؤر التقدمي وإزالة الميالين[2]

### عائلة فيروسات الحمض نووي الريبوزي

#### الفيروسات الربدية

##### داء الكلب
- يؤدي إلى خلل وظيفي في الخلايا العصبية[8]

#### الفيروسات المخاطية

##### فيروس الحصبة
- هو سبب رئيسي للعجز العصبي[9]

##### فيروس النكاف
- هو السبب الرئيسي لالتهاب السحايا العقيم والتهاب الدماغ الناجم عن الفيروسات[9]

#### الفيروسات القهقرية

##### فيروس نقص المناعة البشرية (فيروس العوز المناعي البشري)
- يرتبط بالاضطرابات المعرفية العصبية.

## دخول الفيروس إلى الجهاز العصبي
لقد طورت الفيروسات آليات تمكنها من التسلل بسهولة إلى الجهاز العصبي. تم تحديد طريقتين رئيسيتين لدخول الفيروس: الانتشار عبر العصبوني والانتشار الدموي.

### انتشار عبر الخلايا العصبية
إن الآلية الكامنة وراء انتشار الخلايا العصبية ليست معروفة تمامًا بعد، ولكنها تنطوي على هروب الفيروس من الجهاز المناعي عن طريق السفر عبر محاور الأعصاب.

### انتشار دموي
هناك طريقتان رئيسيتان يعتقد أن الفيروس يدخل إلى الدماغ عن طريق الانتشار الدموي. الأول هو عن طريق إصابة خلية مناعية، والتي تنقل بعد ذلك الفيروس إلى الأنسجة العصبية. تشمل الأمثلة الفيروسية على ذلك فيروس جي سي (JCV) الذي يصيب الخلايا البائية وفيروس نقص المناعة البشرية الذي يصيب خلايا CD4 T والبلاعم للتسلل إلى الدماغ. والثاني عن طريق عبور الشعيرات الدموية كفيروس حر أو في كريات الدم البيضاء.